# Bring It
Bring It é 13º álbum de estúdio da banda japonesa PUFFY, formada por Ami Onuki e Yumi Yoshimura em 13 de maio de 1995. A banda é muito conhecida no Brasil pela abertura da série Os Jovens Titãs, além de sua própria série animada. O disco contou com a colaboração de Avril Lavigne e Butch Walker e por isso, o single "I Don't Wanna" (escrita por Avril Lavigne e Butch Walker) está incluso. A data de lançamento foi no dia 17 de junho.

## Faixas
1. I Don't Wanna
2. My Story
3. Bye Bye
4. My Hero!
5. Shuen no Onna
6. DOKI DOKI
7. Twilight Shooting Star!
8. Hare Onna
9. All Because Of You
10. Anata to Watashi
11. Hiyori Hime
12. Bring it on

### Faixas bonus
Bring it back !
1. Wedding Bell